# Imma transversella
Imma transversella är en fjärilsart som beskrevs av Pieter Cornelius Tobias Snellen 1878. Imma transversella ingår i släktet Imma och familjen Immidae. Inga underarter finns listade i Catalogue of Life.